# Belvidere (New Jersey)
Belvidere is een plaats (town) in de Amerikaanse staat New Jersey, en valt bestuurlijk gezien onder Warren County.

## Demografie
Bij de volkstelling in 2000 werd het aantal inwoners vastgesteld op 2771.
In 2006 is het aantal inwoners door het United States Census Bureau geschat op 2701, een daling van 70 (-2,5%).

## Geografie
Volgens het United States Census Bureau beslaat de plaats een oppervlakte van
3,5 km², waarvan 3,4 km² land en 0,1 km² water. Belvidere ligt op ongeveer 99 m boven zeeniveau.

## Plaatsen in de nabije omgeving
De onderstaande figuur toont nabijgelegen plaatsen in een straal van 12 km rond Belvidere.